# Villa Farnesina
Villa Farnesina je povijesno i umjetnički važna renesansna prigradska vila smještena u ulici Via della Lungara, u rimskom distriktu Trastevere. U razdoblju od 1506. do 1510. ju je sagradio Baldassare Peruzzi za Agostina Chigija, bankara iz Siene i blagajnika pape Julija II, koji je u svoje vrijeme bio najbogatiji čovjek Europe. Nju su nakon gradnje ukrasila djela poznatih umjetnika kao što su Rafael, Sebastiano del Piombo, Giulio Romano i Il Sodoma.
Godine 1577. vlasnikom vile postala je obitelj Farnese, po kojoj je i dobila ime, kao i Villa Farnese građevina u njihovom vlasništvu u gradu Caprarola. Michelangelo je tada predlagao da se spoji s obiteljskom palačom Palazzo Farnese na drugoj strani rijeke Tiber, ali je taj prijedlog odbijen. Poslije su vlasnici vile postali Burboni, a od 1861. bila je rezidencija španjolskog veleposlanika u Kraljevini Italiji. Danas je njen vlasnik talijanska država, te se u njoj nalazi sjedište Accademia dei Lincei, rimske akademije znanosti i umjetnosti.

## Vanjske poveznice
- Fotografije "Loggia di Psiche" koje je naslikao Raphael  Arhivirana inačica izvorne stranice od 4. studenoga 2004. (Wayback Machine) (engl.)
- Fotografije fasade prema ulici i freski  (engl.)
- Fotografije fasade prema vrtu  Arhivirana inačica izvorne stranice od 7. srpnja 2011. (Wayback Machine) (engl.)